# 江弘毅
江 弘毅（こう ひろき、1958年10月10日 - ）は、大阪府岸和田市の出身の編集者。

## 経歴
大阪府岸和田市に生まれ育つ。生家は洋装店だった。岸和田市立中央小学校、岸和田市立岸城中学校、大阪府立岸和田高等学校、神戸大学農学部園芸農学科卒業。1981年大学卒業後、神戸新聞マーケティングセンター入社。1988年同じ神戸新聞系列の出版社、京阪神エルマガジン社に移籍。1989年『Meets Regional』誌を立ち上げる。1993年 - 2005年編集長。「西の旅」編集長、取締役編集本部長を歴任。
『Meets Regional』誌では内田樹、永江朗、鷲田清一、富岡多恵子、中場利一、大月隆寛などの編集を担当した。また、京都市中京区錦市場の漬物屋にして、史上初の「酒場ライター」バッキー井上はじめ、関西ならではのユニークな書き手たちを登場させた。その編集方針・センスにより、『Meets Regional』は、単なる情報誌やタウン誌としてのみならず、文芸誌的なニュアンスを持つ雑誌としてとらえられていた。「街的」「街場」という用語をつくった。この辺りは著書『ミーツへの道』（本の雑誌社）に詳しい。
2006年春、京阪神エルマガジン社退社。同社で販売部長だった中島淳、編集プロダクション「クエストルーム」の石原卓らと「編集集団140B」を大阪市北区中之島に設立する。取締役編集責任者。
雑誌・新聞の連載・執筆、京阪神の「街」と「食」「岸和田だんじり祭礼」中心の書籍編集のほか、関西テレビ『FNNスーパーニュースアンカー』（準レギュラー2007年4月 - 9月）、NHKラジオ第1放送『かんさい土曜ほっとタイム』、ラジオ関西『ラジオの街で逢いましょう』（レギュラー）などに出演。
岸和田だんじり祭の祭礼関係者であり、2003年五軒屋町若頭筆頭。その日記連載のブログ（HP「内田樹の研究室」内の「日本一だんじりなエディター」江弘毅の甘く危険な日々）が単行本化されたことから「だんじりエディター」として取り上げられることがある。2010年五軒屋町曳行責任者。2014年岸和田地車祭礼年番総務。
神戸学院大学人文学部客員教授（2005年）、京都精華大学人文学部非常勤講師（まちづくり論、2007年 - 2010年）、神戸女学院大学文学部非常勤講師（2008年 - ）、近畿大学総合社会学部非常勤講師（2015年 - ）。神戸松蔭女子学院大学人間科学部教授（2017年 - ）。日本ペンクラブ会員。日本文藝家協会会員。
2013年4月より毎日新聞夕刊（関西版）に「濃い味、うす味、街のあじ。」を連載中。
2014年の140BのWEB連載をきっかけに自らのカメラで写真も撮り始める。

## 著書
- 岸和田だんじり祭だんじり若頭日記（晶文社，2005年）
- 「街的」ということ〜お好み焼き屋は街の学校だ（講談社現代新書，2006年）
- 京都・大阪・神戸 店のネタ本（編著、マガジンハウス，2006年）
- 岸和田だんじり讀本（編著、ブレーンセンター，2007年）
- 街場の大阪論（バジリコ，2009年.  新潮文庫，2010年）
- ミーツへの道 「街的雑誌」の時代（本の雑誌社，2010年）
- 「うまいもん屋」からの大阪論（NHK出版，2011年）
- 『大阪人』増刊号「ちゃんとした大阪うまいもんの店」（吉村司と共著、大阪市都市工学情報センター，2011年）
- 飲み食い世界一の大阪 〜そして神戸。なのにあなたは京都へゆくの（ミシマ社，2012年）
- 有次と庖丁（新潮社，2014年）
- K氏の遠吠え（ミシマ社，2015年）
- 濃い味、うす味、街のあじ。（140B、2016年）
- いっとかなあかん店　大阪（140B、2017年）
- 大阪的（津村記久子と共著、ミシマ社、2017年）
- いっとかなあかん 神戸（140B、2017年）
- K氏の大阪弁ブンガク論（ミシマ社、2018年）
- 神戸と洋食（神戸新聞総合出版センター、2019年）
- なんでそう着るの？ 問い直しファッション考（亜紀書房、2023年）

## 連載
- 東京出張・関西出張（『トムソーヤ』，2006年 - 2007年）
- 街を恋う（『朝日ファミリーニュース』，2006年 - 2007年）
- 江弘毅の街語り（『ミーツ・リージョナル』，2006年 - 2009年）
- 和歌山ととなりの街の間（『和歌山リビング新聞let』，2007年 - ）
- 安くて旨くて何が悪い！（『料理通信』，2007年 - ）
- ミーツへの道（『本の雑誌』，2008年 - 2010年）
- 現代のことば（『京都新聞』，2009年 - 2010年）
- 新・街場の大阪論（『産経新聞』，2009年 - 2011年　114回）
- 酒場でオレ（あるいはワシ）も考える（『月刊たる』，2010年）
- 駅前オーライ！！（『月刊島民』，2010年（この月刊島民では、2013年3月現在発行人と編集責任者を務めている[2]））
- 飲み食い世界一の大阪。そして神戸、なのにあなたは京都へ行くの。（「ミシマガジン』,2011年 - ）
- 有次と庖丁（『波』新潮社，2012年 - 2013年）
- 濃い味、うす味、街のあじ。（『毎日新聞』，2013年 - ）
- 世の為、の店。（「Web140B」2014年10月‐）
- おいしい街、うまい通り。（「あまから手帖」2015年2月号‐）
- 江弘毅の食べること、飲むことについて毎日考える（Web連載「あまから手帖」2015年1月－）
- 正しい店とのつきあい方。（Web連載「ぐるなび」2015年9月－）
- 「お洒落」考（Web連載「あき地」亜紀書房2019年12月ー2023年4月）
- うま安、大阪名物（「大阪保険医新聞｣2020年1月ｰ）
- こころの森（「共同通信配信」2021年2月、3月、4月）

## 脚註
1. 1 2 3  私のかんさい　凸凹は個性 街の魅力に　江弘毅さん－編集者『日本経済新聞』関西版2018年12月11日付夕刊11面「もっと関西」欄
2. ↑  『月刊島民』56号、2013年3月1日発行